# Prava LGBT osoba u Sjevernoj Makedoniji
Ovo je članak o pravima LGBT+ osoba u Sjevernoj Makedoniji.

## Zakoni
LGBT osobe mogu naići na diskriminaciju u Sjevernoj Makedoniji. Istospolni su odnosi legalni od 1996. godine. Prema obiteljskom zakonu, brak je „zajednica muškarca i žene”. Država ne prepoznaje istospolnu zajednicu kao životno partnerstvo.
Od 2020., Sjeverna Makedonija pruža zakonsku zaštitu od diskriminacije na temelju seksualne orijentacije i rodnoga identiteta.[nedostaje izvor]

## Vanjske poveznice
- EGAL (makedonski)
- Official website of the LGBTI Support Center (makedonski)
- LGBT United (makedonski)